# 丘卡·乌穆纳
丘卡·哈里森·乌穆纳（英語：Chuka Harrison Umunna；1978年10月17日—）是一位英国獨立政治人物，前工黨籍議員。他于2010年当选斯特里汉姆选区国会议员，2011-2015年任影子商务大臣。2019年2月18日與另外6位工黨議員集體退黨，創立中間派政治組織「獨立小組」。但他於同年6月4日退黨，再於同月13日宣布加入自由民主黨。

## 家庭
父親來自尼日利亞，母親是英愛混血兒。妻子是名律師，與他育有一孩。